# Mamadou Baïlo Diallo
Pour les articles homonymes, voir Diallo.
Mamadou Baïlo Diallo est un enseignant  et homme politique guinéen.
Le 22 janvier 2022, il est nommé conseiller au sein du Conseil national de la transition (CNT) guinéen dirigé par Dansa Kourouma en tant que représentant du parti politique UPR,.